# Ernest Hackett
Ernest Hackett (sinh năm 1908, ngày mất không rõ) là một cầu thủ bóng đá thi đấu ở Football League cho Coventry City và Newport County. Ông sinh ra ở Royston, Anh.
Ernest chuyển đến Wolverhampton Wanderers lúc 23 tuổi vào ngày 11 tháng 10 năm 1930 sau khi chuyển đến Frickley Colliery từ Monckton Athletic hai mùa giải trước đó.